# Plac Pocztowy
Der Plac Pocztowy (deutsch Postplatz) ist ein Platz in der polnischen Stadt Zgorzelec. Bis 1945 trug der Platz den bei Görlitzern aufgrund der Namensgleichheit zum Postplatz heute zum Teil noch inoffiziell gebrauchten Namen Töpferberg und gehörte zum Stadtgebiet von Görlitz. Der Platz lag im Mittelalter außerhalb der Görlitzer Stadtmauer. Nach dem Ende des Zweiten Weltkrieges wurde die historische Bebauung abgerissen. Seit 2009 wird der Platz in Anlehnung an das historische Vorbild wieder aufgebaut und soll damit die bauliche Lücke zwischen der historischen Neißevorstadt und der Görlitzer Altstadt schließen.

## Lage
Der Platz liegt einige Meter oberhalb der westlich vorbeiführenden Ulica Wrocławska (bis 1945 Breslauer Straße). Über Stufen kann der Platz von der Straße erreicht werden. Wenige Meter weiter westlich fließt die Lausitzer Neiße, die der Grenzfluss zu Deutschland ist. Über den Fluss hinweg führt die Altstadtbrücke.

## Geschichte
Der Töpferberg wurde erstmals 1328 erwähnt. Die Ausdehnung des Töpferberges muss einst viel größer gewesen sein, da 1403 hier 57 Wirte nachgewiesen sind. Darunter befanden sich ein Bäckerhaus, der Müller zu Kleppelswalde, der Walker und der Spittelschmied. Vermutlich führte einst die ganze Gegend an der heutigen Ulica Wrocławska die Bezeichnung Töpferberg. In südlicher Richtung erstreckte sich die Bezeichnung noch 1599 bis zum Hinterausgang des Jakob-Böhme-Hauses (Ulica Daszyńskiego 12).
1541 findet sich auch die Bezeichnung Schindeplan oder Töpferberg. Bereits 1454 wird Tor uff dem Schindeplan und 1459 ein Garten uffm Schindeplan erwähnt. Im Jahr 1516 wurde einer steinernen Kapelle auf dem Töpferberg gedacht.

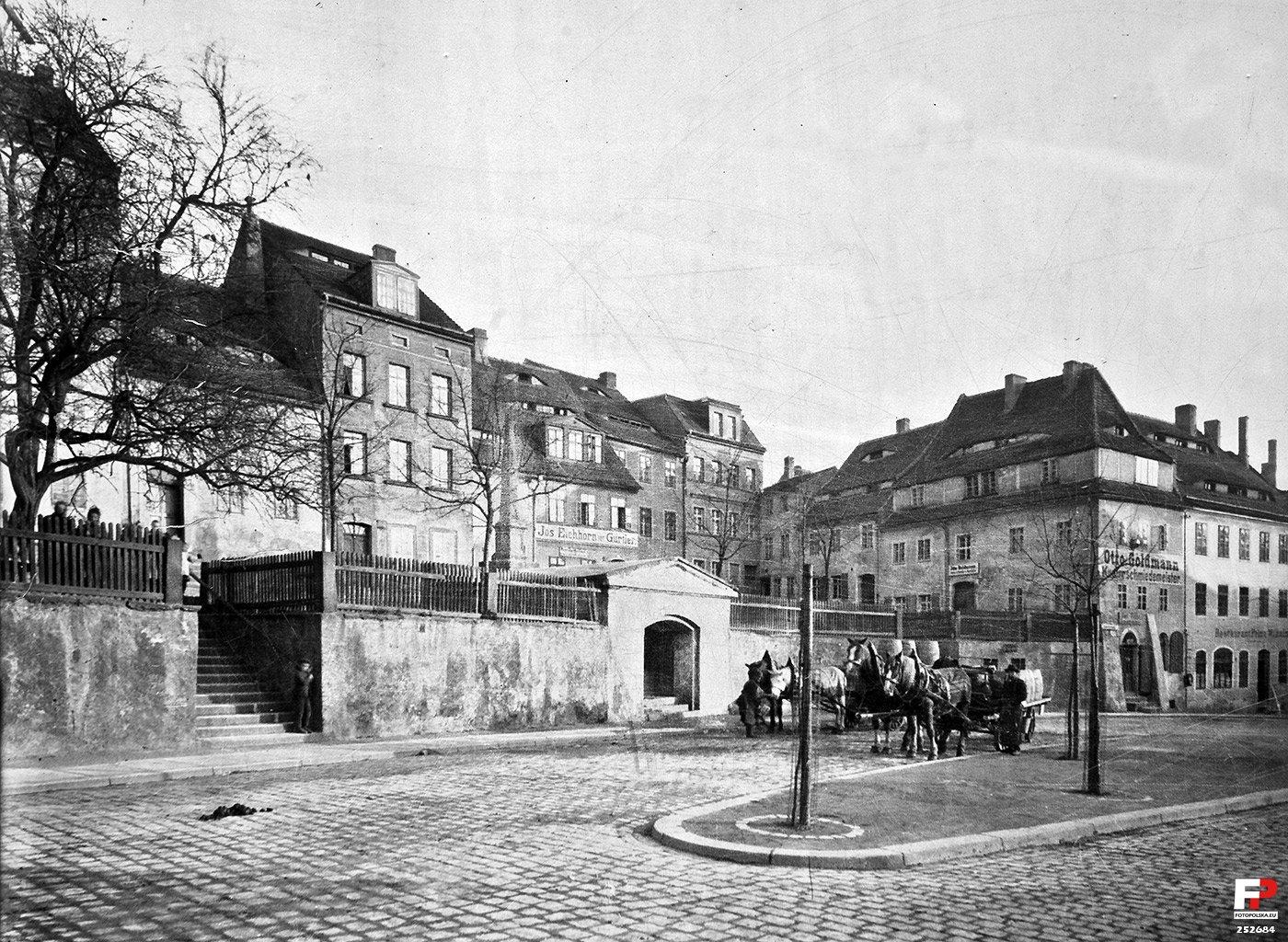
Historische Aufnahme des Platzes

Nachdem man 1824 die Bastei an der Dreiradenmühle, die Nagelschmiede und das Spritzenhaus abbrach, wurde 1827 der jetzige Platz planiert. Weiterhin wurde eine Futtermauer und Granittreppen hinauf auf das Plateau angelegt. Auch das massive Spritzenhaus wurde in den Berg eingebaut. Es wurde seit der Überführung der Wasserleitung von der westlichen Neißeseite auf die östliche Seite als Wasserbehälter weitergenutzt. Im Jahr 1826 erfolgte die Umsetzung der Postmeilensäule, die seit 1725 auf der Straße vor dem Töpferberg stand auf den Berg.
Im Jahr 1933 fanden sich zwölf Häuser unter der Adresse Töpferberg. Das Eckhaus Nummer 1 war in den Adressbüchern aus den Jahren 1919 und 1934/1935 der Breslauer Straße 44 zugeordnet.
Bei der Sprengung der Altstadtbrücke am 7. Mai 1945 wurde die Bebauung des Platzes in erhebliche Mitleidenschaft gezogen. Die Häuser verfielen und wurden in den 1950er Jahren aus Sicherheitsgründen abgerissen. Kurz nach dem Kriegsende wechselten mit der Festlegung der Oder-Neiße-Grenze die östlichen Görlitzer Stadtteile an Polen und bilden seitdem die Stadt Zgorzelec. Auch die Postmeilensäule wurde 1945 schwer beschädigt, die Überreste blieben noch für 10 Jahre an Ort und Stelle. Im Jahr 1955 wurde sie vom Amt für Denkmalpflege aus Breslau freigelegt und abtransportiert. Zwei Reststücke der originalen Postmeilensäule befinden sich im Post- und Fernmeldemuseum in Breslau.

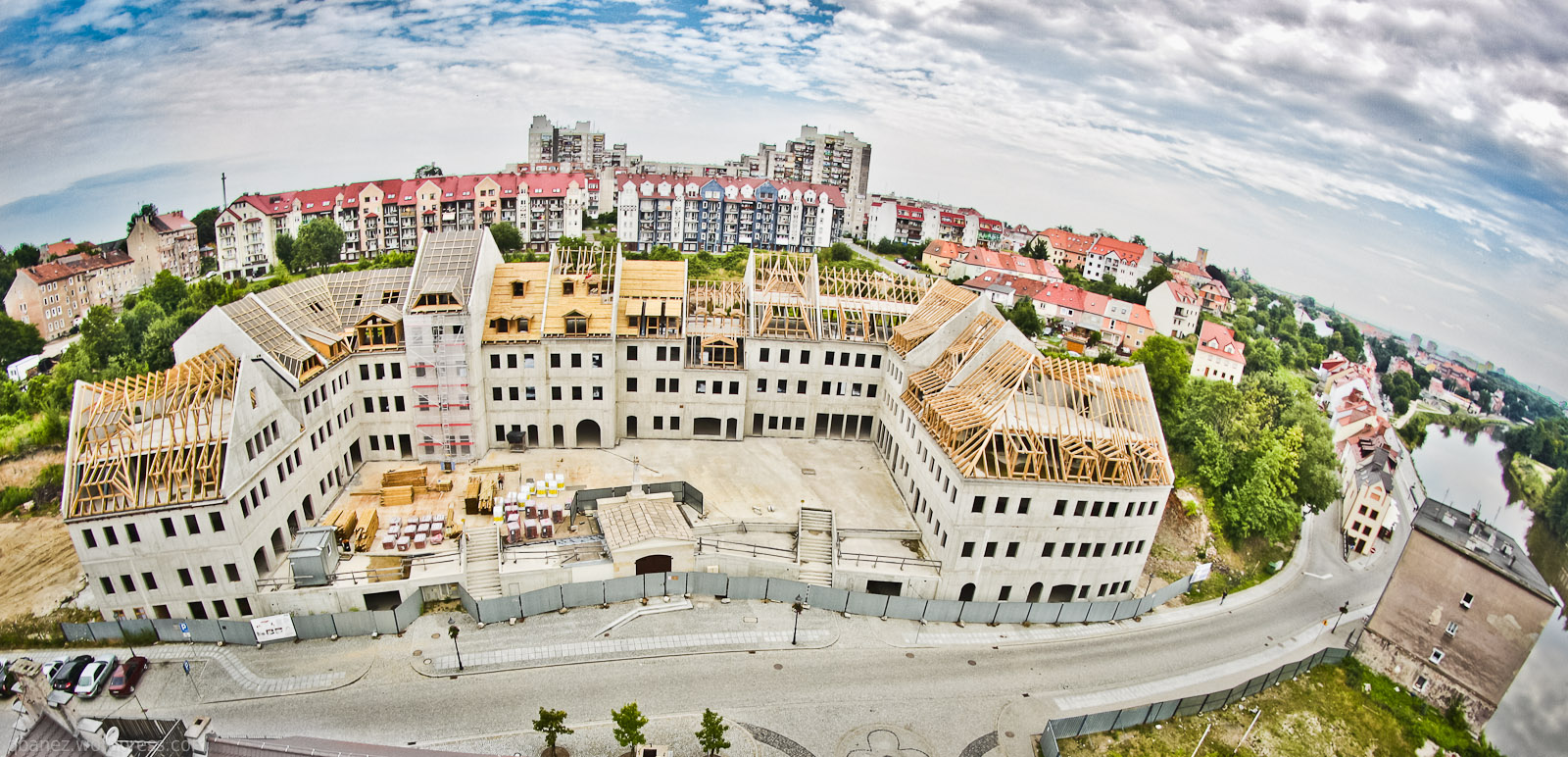
Bauarbeiten (Juli 2011)

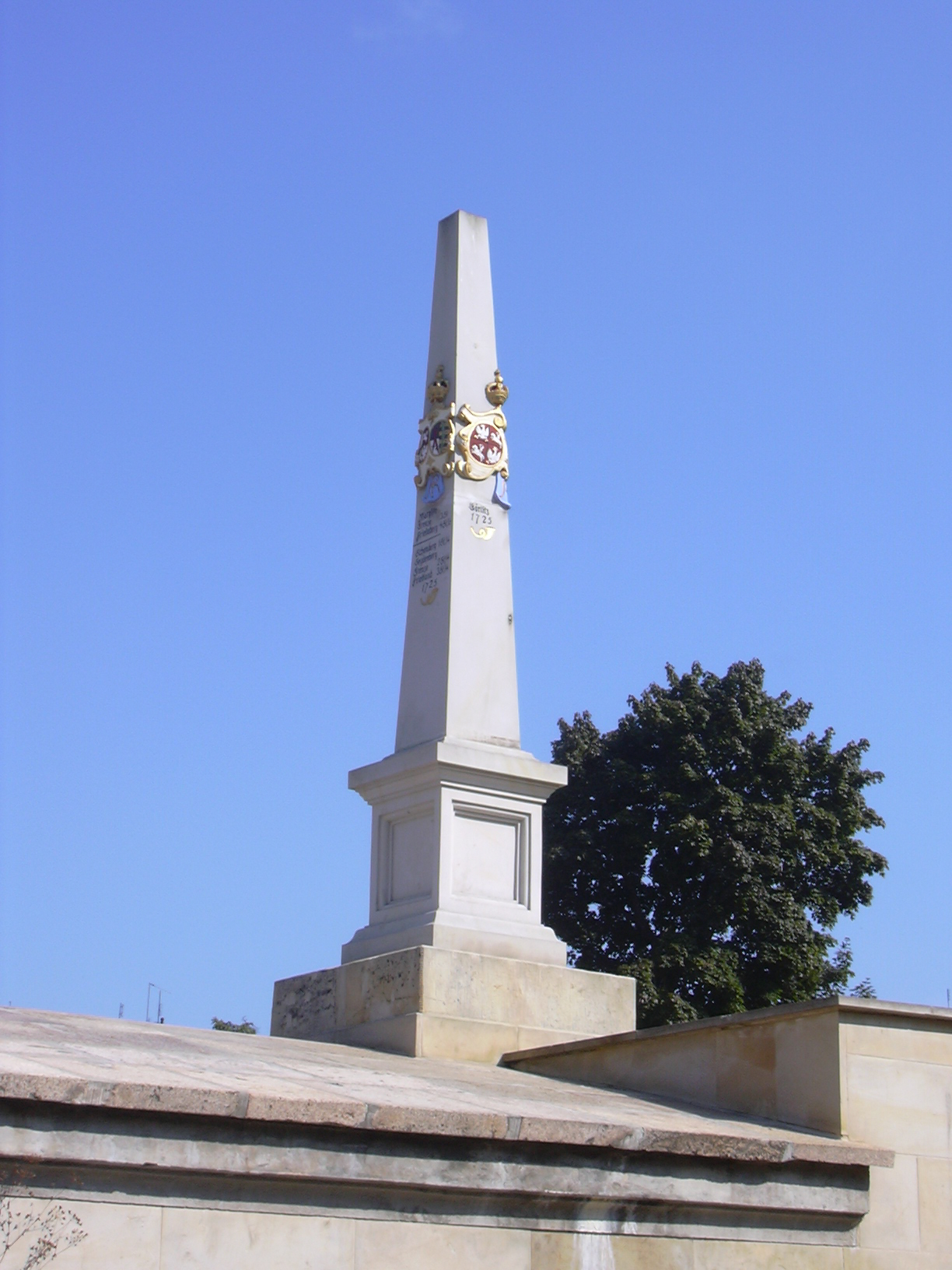
Kopie der Postmeilensäule

Im Jahr 1997 nahm der Verein Euroopera das Vorhaben auf, die Postmeilensäule an historischer Stelle wieder zu errichten. Seit August 2003 steht eine Kopie der Säule wieder an dem einstigen Platz auf dem Brunnenhaus.
Erst in den 2000er Jahren begannen Grabungsarbeiten auf dem Areal des ehemaligen Töpferbergs um die einstigen Grundrisse der Häuser zu ermitteln. Nach den Arbeiten begannen im Mai 2009 die Bauarbeiten für den Wiederaufbau des Platzes, deren neue Bebauung sich im Wesentlichen an der historischen Bebauung orientiert, sie jedoch nicht detailliert kopiert. So wird der Platz gegenüber der historischen Ausdehnung etwas größer. Die Farbgebung der Häuser soll den Präferenzfarben des damaligen Baustils entsprechen. Weiterhin soll der Platz begrünt und mit moderner Beleuchtung, Bänken und Papierkörben ausgestattet werden. Das Grundstück gehört dem polnischen Investor Christos Papanaum, der Platz soll jedoch nach seiner Fertigstellung auch für die Öffentlichkeit zugänglich sein. In die Häuser sollen zum Beispiel Cafés, Restaurants und Geschäfte einziehen. Auch der Einzug eines Hotels war zeitweise geplant.